# Anã azul
Uma anã azul é uma classe prevista de estrela que se desenvolve a partir de uma anã vermelha depois de esgotar grande parte de seu suprimento de hidrogênio. Como as anãs vermelhas fundem seu hidrogênio lentamente e são totalmente convectivas (permitindo que todo o seu suprimento de hidrogênio seja fundido, em vez de apenas no núcleo), o Universo atualmente não é velho o suficiente para que qualquer anã azul tenha se formado, mas sua existência futura é prevista com base em modelos teóricos.
As estrelas aumentam em luminosidade à medida que envelhecem, e uma estrela mais luminosa precisa irradiar energia mais rapidamente para manter o equilíbrio. Estrelas maiores que as anãs vermelhas fazem isso aumentando seu tamanho e se tornando gigantes vermelhas com áreas de superfície maiores. Em vez de se expandir, entretanto, prevê-se que as anãs vermelhas com menos de 0.25 M☉ massa solar aumentem sua taxa de radiação, aumentando sua temperatura de superfície e se tornando "mais azul". Isso ocorre porque as camadas superficiais das anãs vermelhas não se tornam significativamente mais opacas com o aumento da temperatura. Apesar do nome, as anãs azuis não aumentam necessariamente de temperatura o suficiente para se tornarem estrelas azuis. Simulações foram conduzidas sobre a evolução futura das anãs vermelhas com massa estelar entre 0.06 M☉ e 0.25 M☉. Das massas simuladas, a mais azul das estrelas anãs azuis no final da simulação começou como uma anã vermelha de 0.14 M☉ e terminou com uma temperatura de superfície de aproximadamente 8.600 K, tornando-a uma estrela branco-azulada de classe A.
As anãs azuis eventualmente evoluem para anãs brancas uma vez que seu combustível de hidrogênio se esgote completamente, que por sua vez, eventualmente esfriará para se tornar uma anã negra.